# John Leslie (1er duc de Rothes)
Pour les articles homonymes, voir John Leslie.
John Leslie (vers 1630 - 27 juillet 1681), fils de John Leslie (6e comte de Rothes), est le 7e comte de Rothes (en) et 1er duc de Rothes (en). Selon la tradition, il est un descendant de la princesse Beatrix, sœur du roi Malcolm III d'Écosse. Sa famille s'est mariée avec les Stuart et les Bruce.

## Biographie
Leslie est né en 1630. Sa mère meurt quand il avait dix ans, et à la mort de son père l'année suivante, il lui succède à la pairie. Il est confié aux soins de John Lindsay (17e comte de Crawford) (en), à la fille de qui il est fiancé. À cause des guerres, son éducation est très négligée. « Il n'avait, dit Burnet, aucun avantage d'éducation, aucune sorte de littérature ; il n'avait pas non plus voyagé à l'étranger ; tout en lui n'était que nature » .
Il est capturé à la bataille de Worcester en 1651, ses domaines sont séquestrés par le parlement  et le 18 septembre, il est emprisonné à la Tour de Londres. Le 18 juillet 1652, sa liberté est étendue à dix milles de la ville de Londres. Le 14 décembre 1652, il est autorisé, sous haute sécurité, à se rendre en Écosse pour affaires pendant trois mois ; une autorisation similaire lui est accordée en 1653 et 1654, et en 1654-1655, il est autorisé à rester six mois à Newcastle. Le 8 janvier 1656/7, il obtient la permission, en raison de l'influence d'Elizabeth Murray, comtesse de Dysart, pour se rendre à nouveau en Écosse. En janvier 1658, il est cependant emprisonné au château d'Édimbourg par Cromwell, pour empêcher un duel entre lui et le vicomte Morpeth, qui est jaloux des attentions que Rothes accorde à sa femme ; il est libéré en décembre suivant .
Leslie est l'un des premiers nobles à attendre Charles II à son arrivée de Breda en 1660, et le 20 décembre est nommé colonel de l'un des régiments de cavalerie de Fife. Le roi Charles II le nomme Lord High Treasurer of Scotland, Lord Keeper of the Great Seal of Scotland, Lord chancelier d'Écosse à vie (en 1667), et président du Conseil privé d'Écosse. Il porte l'épée d'État au couronnement de Charles II.
En 1663, lorsqu'il succède à son beau-père comme Lord High Treasurer, il devient conseiller privé d'Angleterre et est nommé capitaine des Life Guards et général des forces en Écosse. Il reçoit également une re-octroi en 1663 du comté de Rothes, ainsi que le titre de Lord Leslie et Ballinbreich . Il est considéré comme trop zélé dans sa persécution des Covenanters et insuffisamment attentif à la défense de Leith contre les attaques des Hollandais . Le 16 avril 1667, il est déchu de toutes ses charges, mais en octobre, il est nommé lord chancelier à vie. Par l'intervention du duc d'York, il est le 29 mai 1680 créé duc de Rothes, marquis de Balleobreich, comte de Leslie, vicomte de Lugton, lord Auchmutie et Caskiebery .
Il épouse Anne Crawford-Lindsay, la fille de John Lindsay, 17e comte de Crawford. Il construit le palais de Leslie (également connu sous le nom de Leslie House), qui a presque complètement brûlé dans un incendie le jour de Noël 1763 .
John meurt au palais de Holyrood à Édimbourg le 27 juillet 1681. Il reçoit des funérailles nationales. Le cortège funèbre est plus élaboré et impressionnant que celui de Wellington ou de Churchill. Il s'étendait sur dix-sept milles (27 km) de long. Le coût de régiments entiers de gardes de cérémonie, de soldats, de bannières, de trompettes, de hérauts et de carrosses a ruiné à jamais les finances de la famille, et il a laissé une énorme dette à sa fille, Margaret Leslie.

## Famille
Il a deux filles :
- Margaret, qui épouse Charles Hamilton (5e comte de Haddington)
- Christian (1661-1710)

Comme il n'a pas de descendance masculine, le duché de Rothes s'éteint, le comté n'étant transmis qu'à sa fille .